# El Tajín
El Tajín és una zona arqueològica precolombina prop de la ciutat mexicana de Papantla (estat de Veracruz), inscrita a la llista del Patrimoni de la Humanitat de la UNESCO des del 1992. Es creu que Tajín, que rep el nom del déu de la pluja totonaca, va ser la capital de l'imperi Totonaca i va arribar al seu apogeu en la transició al Postclàssic conegut també com a període epiclàssic mesoamericà, entre els anys 800 i 1150, compta amb diverses pistes de pilota i basaments piramidals.
El Tajín va tenir la seva esplendor des del 600 al 1200 dC i durant aquest temps es van construir nombrosos temples, palaus, pistes de pilota i piràmides. Des de la caiguda de la ciutat, el 1230, fins al 1785, cap europeu sembla haver sabut de la seva existència, fins que un inspector del govern va trobar la Piràmide dels Nínxols.
Aquesta arquitectura inclou l'ús de nínxols decoratius i ciment en formes desconegudes a la resta de Mesoamèrica. El seu monument més conegut és la Piràmide dels Nínxols, però altres monuments importants inclouen el Grup Arroyo, les pistes de pilota nord i sud i els palaus de Tajín Chico. En total, s'han descobert 20 pistes de pilota en aquest lloc (els 3 últims es van descobrir el març de 2013). Des de la dècada de 1970, El Tajin ha estat el jaciment arqueològic de Veracruz més visitat de Veracruz pels turistes, amb 386.406 visitants el 2017.
També és el lloc del festival anual de Cumbre Tajin, que té lloc cada març amb esdeveniments culturals indígenes i estrangers, així com concerts de músics populars.